# Kamisama no Memo-chou
 Kamisama no Memo-chou (яп. 神様のメモ帳 Ками-сама но Мэмо-тё:, досл. «Записная книжка Бога») — серия лайт-новел, созданная Хикару Сугии и иллюстрированная Мэлом Кисидой. Выпускается издательством ASCII Media Works под импринтом Dengeki Bunko с 2007 года.
В 2010 году начался выход манга-адаптации сюжета произведения с иллюстрациями художника под псевдонимом Тив: первый том был выпущен 27 марта 2011 года под импринтом Dengeki Comics. Трансляция аниме-адаптации Kamisama no Memo-chou началась 2 июля 2011 года.

## Персонажи
- Алиса (яп. アリス Арису) / Юко Сиондзи (яп. 紫苑寺 有子 Сиондзи Ю:ко)

Детектив-NEET, как она себя называет. Милая девушка, одевается в стиле «лолита»; на деле обладает незаурядными детективными способностями. Живёт в окружении плюшевых игрушек и компьютеров, редко выходит на улицу. Питается в основном рамэном (лапшой) и газированным баночным напитком «Dokupe» по дизайну напоминающим «Dr. Pepper». Не очень жалует ванну. Страдает бессонницей.
Сэйю: Минако Котобуки (drama CD),  Юй Огура (аниме).
- Наруми Фудзисима (яп. 藤島 鳴海 Фудзисима Наруми)

Школьник, по воле судьбы ставший помощником Алисы. Исполняет её разнообразные поручения и помогает в расследованиях. За короткое время сумел сблизиться со всеми остальными участниками команды. Является негласным членом группировки Ёндайме и его «названным братом».
Сэйю: Ацуси Абэ (drama CD), Ёсицугу Мацуока (аниме).
- Аяка Синодзаки (яп. 篠崎 彩夏 Синодзаки Аяка)

Одноклассница Наруми. Именно она познакомила его со всеми членами команды NEET. Работает в рамэнной, которая находится под квартирой Алисы. Выясняется также, что у Аяки есть брат, который замешан в распространении наркотиков в деле, которое расследует команда NEET. В одной из серий Аяка таинственно падает с крыши школы, вследствие чего впадает в кому, а когда выздоравливает, страдает от амнезии и ничего не помнит о Наруми.
Сэйю: Ёко Хонда (drama CD), Аи Каяно (аниме).
- Тэцу (яп. テツ Тэцу) / Тэцуо Итиномия (яп. 一宮 哲雄 Итиномия Тэцуо)

Самый рослый член команды NEET. Имеет связи в полиции. Отвечает за сбор информации и применение физической силы.
Сэйю: Кэндзи Такахаси (drama CD), Масая Мацукадзэ (аниме).
- Сёса (яп. 少佐 Сё:са) / Мукаи Хитоси (яп. 向井 均 Хитоси Мукаи)

В команде играет роль техника. Ставит «жучки», камеры наблюдения. Владеет огнестрельным оружием. С виду выглядит гораздо младше всех в команде, хотя на самом деле он уже является студентом.
Сэйю: Нобухико Окамото (drama CD), Коки Мията (аниме).
- Хиро (яп. ヒロ Хиро) / Хироаки Кувабара (яп. 桑原 宏明 Кувабара Хироаки)

Работает в хост-клубе. В команде отвечает на сбор информации, получаемой преимущественно от женщин. Прекрасный пол для него на первом месте.
Сэйю: Дзюндзи Мадзима (drama CD), Такахиро Сакураи (аниме).
- Ёндаймэ (яп. 四代目 Ёндаймэ, букв. «Четвёртый») / Соитиро Хинамура (яп. 雛村 壮一郎 Хинамура Со:итиро:)

Молодой якудза. По неизвестным причинам помогает команде NEET. Занимается ремонтом игрушек Алисы. В дружеских отношениях с Хиро.
Сэйю: Кэнта Миякэ (drama CD), Дайсукэ Оно (аниме).

## Медиа-издания

### Тома лайт-новел
| № | Дата публикации       | ISBN                   |
| - | --------------------- | ---------------------- |
| 1 | 25 января 2007 года   | ISBN 978-4-8402-3691-1 |
| 2 | 25 июня 2007 года     | ISBN 978-4-8402-3888-5 |
| 3 | 10 июня 2008 года     | ISBN 978-4-0486-7097-5 |
| 4 | 10 июля 2009 года     | ISBN 978-4-0486-7910-7 |
| 5 | 10 мая 2010 года      | ISBN 978-4-0486-8543-6 |
| 6 | 10 февраля 2011 года  | ISBN 978-4-0487-0272-0 |
| 7 | 10 июля 2011 года     | ISBN 978-4-0487-0691-9 |
| 8 | 10 сентября 2011 года | ISBN 978-4-0487-0810-4 |
| 9 | 10 сентября 2014 года | ISBN 978-4-0486-6728-9 |

### Drama CD
Компанией Lantis по сюжету произведения были выпущены drama CD:
1. Oshare Sagi-shi no Matsuro (яп. おしゃれサギ師の末路) — 8 июля 2009 года[5].
2. Utahime no Kiken na Angle (яп. 歌姫の危険なアングル) — 7 мая 2010 года[6].

### Манга
Манга-адаптация, проиллюстрированная Тив, выпускалась ASCII Media Works в журнале Dengeki Daioh с августа 2010 года по сентябрь 2012 года. Три тома были выпущены в период с 27 марта 2011 года по 27 августа 2012 года.

### Аниме-сериал
Аниме-сериал впервые был анонсирован в феврале 2011 года. Его трансляция началась 2 июля 2011 года. Студией-создателем выступила компания J.C.Staff.
Открывающую композицию «Kawaru Mirai» (яп. カワルミライ) исполнила Choucho, а закрывающую «Asunaro» (яп. あすなろ) исполнил Кэнъити Судзумура.
| № серии | Название серии | Трансляция в Японии   |
| ------- | --- | --------------------- |
| 1       | То немногое, что о ней известно «Канодзё ни Цуйтэ Ситтэйру ни, Сан но Котогара» (彼女について知っている二、三の事柄) | 2 июля 2011 года      |
| 2       | Ты и саквояж «Кими то Рёко: Кабан» (君と旅行鞄)                                                                      | 16 июля 2011 года     |
| 3       | Что я могу сделать для них двоих «Боку га Футари ни Дэкиру Кото» (僕が二人にできること)                              | 23 июля 2011 года     |
| 4       | Случай с супом из "Ханамару" «Ханамару Су:пу Тэммацуки» (はなまるスープ顛末記)                                       | 30 июля 2011 года     |
| 5       | Он знает обо мне «Айцу ва Орэ о Ситтэ Иру» (あいつは俺を知っている)                                                  | 6 августа 2011 года   |
| 6       | Я готов сдаться «Боку ва Макэсо: да» (僕は負けそうだ)                                                                | 13 августа 2011 года  |
| 7       | Всё, что я могу «Боку ни Дэкиру Субэтэ» (僕にできるすべて)                                                           | 20 августа 2011 года  |
| 8       | Я не верю в судьбу «Боку ва Уммэй о Синдзинай» (僕は運命を信じない)                                                  | 27 августа 2011 года  |
| 9       | Двадцать одна подача этого лета «Ано Нацу но 21-кю:» (あの夏の21球)                                                  | 3 сентября 2011 года  |
| 10      | О тебе «Кими ницуйтэ» (きみについて)                                                                                 | 10 сентября 2011 года |
| 11      | Частичка меня «Боку но Какэра» (ぼくのかけら)                                                                        | 17 сентября 2011 года |
| 12      | Ты, я, она «Кими то Боку то Канодзё но Кото» (君と僕と彼女のこと)                                                    | 24 сентября 2011 года |

## Отзывы и популярность
По состоянию на февраль 2011 года в Японии продано более 530 000 экземпляров лайт-новел. В рейтинге гидбука Kono Light Novel ga Sugoi! за 2011 год Kamisama no Memo-chou попал на десятое место.